# Гаврино (Павлово-Посадский городской округ)
Гаврино — деревня в Московской области России. Входит в Павлово-Посадский городской округ. Население — 110 чел. (2010).

## География
Деревня Гаврино расположена в северной части городского округа, примерно в 1 км к северу от города Павловский Посад. Высота над уровнем моря 127 м. По южной окраине деревни протекает река Клязьма. Ближайшие населённые пункты — рабочий посёлок Большие Дворы и город Павловский Посад.

## История
В 1926 году деревня являлась центром Гавринского сельсовета Павлово-Посадской волости Богородского уезда Московской губернии.
С 1929 года — населённый пункт в составе Павлово-Посадского района Орехово-Зуевского округа Московской области, с 1930-го, в связи с упразднением округа, — в составе Павлово-Посадского района Московской области.
До муниципальной реформы 2006 года Гаврино входило в состав Кузнецовского сельского округа Павлово-Посадского района.
В 2010 году в деревне была сооружена часовня Иоанна Предтечи.
С 2004 до 2017 гг. деревня входила в Кузнецовское сельское поселение Павлово-Посадского муниципального района.

## Население
В 1926 году в деревне проживало 317 человек (144 мужчины, 173 женщины), насчитывалось 58 хозяйств, из которых 45 было крестьянских. По переписи 2002 года — 124 человека (55 мужчин, 69 женщин).
| 1926 | 2002 | 2006 | 2010 |
| ---- | ---- | ---- | ---- |
| 317  | ↘124 | ↘123 | ↘110 |